# Ейтор да Сілва Кошта
Ейтор да Сілва Кошта (порт. Heitor da Silva Costa; 25 липня 1873, Ріо-де-Жанейро — 21 квітня 1947, Ріо-де-Жанейро) — бразильський інженер-будівельник і архітектор.

## Життя та творчість
З молодих років атеїст за своїми переконаннями, в зрілому віці усвідомлено прийняв католицизм як свою релігію.
У 1924 виграє конкурс проектів зі створення гігантський статуї Христа-Спасителя, оголошений католицькою церквою в 1921 і приурочений до сторіччя створення незалежного Бразильського держави (з 1822). Пам'ятник цей повинен був бути споруджений на горі Корковаду в тодішній столиці країни Ріо-де-Жанейро.
Зведення монумента Христу-Спасителю фінансувалося із спеціального фонду добровільних пожертвувань. Будівництво почалося в 1926 році. Е. да Сілва Кошта розрахував і спорудив восьмиметрове підставу і залізобетонні конструкції для 30-метрової статуї. Гіпсові моделі, які послужили для створення голови і рук Христа, були створені французьким скульптором Полем Ландовським (1875—1961) в його майстерні в Булонь-Бийанкуре поблизу Парижа. Облицювання статуї з керамічної мозаїки виконав художник Карлос Освальд.
Статуя Христа-Спасителя, створена за проектом Е. да Сілва Кошта, є найбільшою в світі скульптурою в стилі ар-деко. Її вага, разом з основою становить +1145 тонн. Її зведення на горі Корковадо (вис. 710 метрів), а також декоративне оформлення було для будівельної техніки I половини XX століття надзвичайно складним завданням і зайняло 5 років. Статуя була освячена 12 жовтня 1931 року в день святий-захисниці Бразилії, Носса Сеньйора Апаресіда. З 1973 року вона оголошена пам'ятником, що знаходяться під захистом держави.